# Анніка
Анніка (англ. Annika) ― британський кримінальний драматичний телесеріал за мотивами радіодрами BBC Radio 4 «Annika Stranded» Ніка Вокера з Ніколою Вокер в головній ролі, вироблений компанією Black Camel Pictures. Прем’єра відбулася 17 серпня 2021 року на телеканалі Alibi.

## Сюжет
Інспекторка Анніка Страндхед з дочкою переїздить у Глазго, щоб очолити новостворений Морський відділ убивств (MHU). Розв'язувати вбивства й життєві проблеми Анніці допомагають сюжети з історії та класичної літератури й гумор, якими вона радо ділиться з глядачем (ламаючи четверту стіну) і колегами, з останніми — солоною локрицею на додачу.

## У ролях
- Нікола Вокер — інспекторка Анніка Страндхед
- Джеймі Сівес — сержант Майкл МакАндрюс
- Кеті Леунг[en] — констебль Блер Фергюсон
- Уквелі Роуч[en] — сержант Тайрон Кларк
- Кейт Дікі[en] — старша інспекторка Даян Обан
- Сільві Ферно — Морган, дочка-підлітка Анніки
- Пол Мак-Ґанн — доктор Джейк Стратерн, дитячий психотерапевт
- Варада Сету[en] — констебль Гарпер Вестон (сезон 2)
- Свен Генріксен[en] — Маґнус Страндхед, батько Анніки (сезон 2)

## Знімальна група
- Сценаристи — Нік Вокер, Люсія Гейнс, Френсіс Поет[8][9]
- Режисери — Філіп Джон, Фіона Волтон, Енні Ґріффін
- Продюсери — Арабелла Пейдж Крофт, Кіран Паркер, Стівен Берт, Ніколь Фіцпатрик
- Оператор — Нік Лоусон
- Монтаж — Пол Ендакотт

## Епізоди
| Сезон | Епізоди | Епізоди | Оригінальний показ | Оригінальний показ |
| Сезон | Епізоди | Епізоди | Перший показ       | Останній показ     |
| ----- | ------- | ------- | ------------------ | ------------------ |
| 1     | 6       | 6       | 17 серпня 2021     | 21 вересня 2021    |
| 2     | 6       | 6       | 9 серпня 2023      | TBA                |

### Сезон 1 (2021)
| № серії | Режисер(и)   | Сценарист(и) | Оригінальна дата показу |
| ------- | ------------ | ------------ | ----------------------- |
| 1.1     | Філіп Джон   | Нік Вокер    | 17 серпня 2021          |
| 1.2     | Філіп Джон   | Нік Вокер    | 24 серпня 2021          |
| 1.3     | Філіп Джон   | Нік Вокер    | 31 серпня 2021          |
| 1.4     | Фіона Волтон | Люсія Гейнс  | 7 вересня 2021          |
| 1.5     | Фіона Волтон | Френсіс Поет | 14 вересня 2021         |
| 1.6     | Фіона Волтон | Нік Вокер    | 21 вересня 2021         |

### Сезон 2 (2023)
| № серії | Режисер(и)   | Сценарист(и) | Оригінальна дата показу |
| ------- | ------------ | ------------ | ----------------------- |
| 2.1     | Філіп Джон   | Нік Вокер    | 9 серпня 2023           |
| 2.2     | Філіп Джон   | Нік Вокер    | 16 серпня 2023          |
| 2.3     | Філіп Джон   | Люсія Гейнс  | 23 серпня 2023          |
| 2.4     | Енні Ґріффін | Френсіс Поет | 30 серпня 2023          |
| 2.5     | Енні Ґріффін | Нік Вокер    | 6 вересня 2023          |
| 2.6     | Енні Ґріффін | Френсіс Поет | 30 серпня 2023          |

## Виробництво
Фільмування першого сезону відбувалося з 14 грудня 2020 року по 2 квітня 2021 року. Воно проходило переважно у Глазго, на річці Клайд, а також у містечках Аргайлу. Центр мистецтв «Beacon» слугував базою відділу вбивств, а будинок Анніки Страндхед знаходився на березі озера Лох-Ломонд.

### Музика
Музичну тему «Bringing Murder to the Land» написали і виконали американський музикант Антон Ньюкомб і шотландська піснярка Дот Еллісон.

## Сприйняття
«Анніка» побила рекорди, ставши найпопулярнішою драмою телеканалу Alibi щонайменше за останні сім років. Перший епізод серіалу переглянули 410 000 глядачів — 2,5 % від загальної аудиторії, що зробило його найрейтинговішою програмою відтоді, як Рада з дослідження телеаудиторії (BARB) почала фіксувати показники в січні 2014 року.
На сайті Metacritic перший сезон серіалу має середньозважену оцінку критиків 63/100 на основі 6 рецензій, що означає «здебільшого схвальні відгуки».

## «Annika Stranded»
«Анніка» ґрунтується на драмі BBC Radio 4 «Annika Stranded», також написаного Ніком Вокером, і озвученого Ніколою Вокер.